# Ilustrovana športska revija
Ilustrovana športska revija je bio hrvatski ilustrirani polumjesečnik koji je izlazio u Zagrebu. Prvi broj ovih novina izašao je kao tjednik 1. siječnja 1920. godine. Do 7. broja izlazio je kao tjednik, nakon čega je izlazio kao polumjesečnik a urednik je bio Ante Pandaković. Od istog broja izlazio je i tjedni prilog koji je opstao do 13. broja. Od br. 12 u podnaslovu je stajalo "izvanklubski športski tjednik" i odgovorni urednik bio je Stjepan Vinicky. Od 26. broja je "službeno glasilo Jugoslavenskog jockey kluba u Zagrebu". Od dvobroja 1-2 u 2. godini odgovorni urednik je Fran Šuklje. Od dvobroja 3-4 u 2. godini bio je "službeno glasilo Jugoslavenskog nogometnog saveza, Lako-atletskog saveza za Hrvatsku i Slavoniju, Zagrebačkog nogometnog podsaveza i Jugoslavenskog jockey kluba u Zagrebu". Zadnji je broj izašao 27. kolovoza 1921. godine. Tiskan je u Kraljevskoj zemaljskoj tiskari.
Odgovorni urednik bio je Ivan Bogdanić.